# Palais épiscopal de Kirkwall

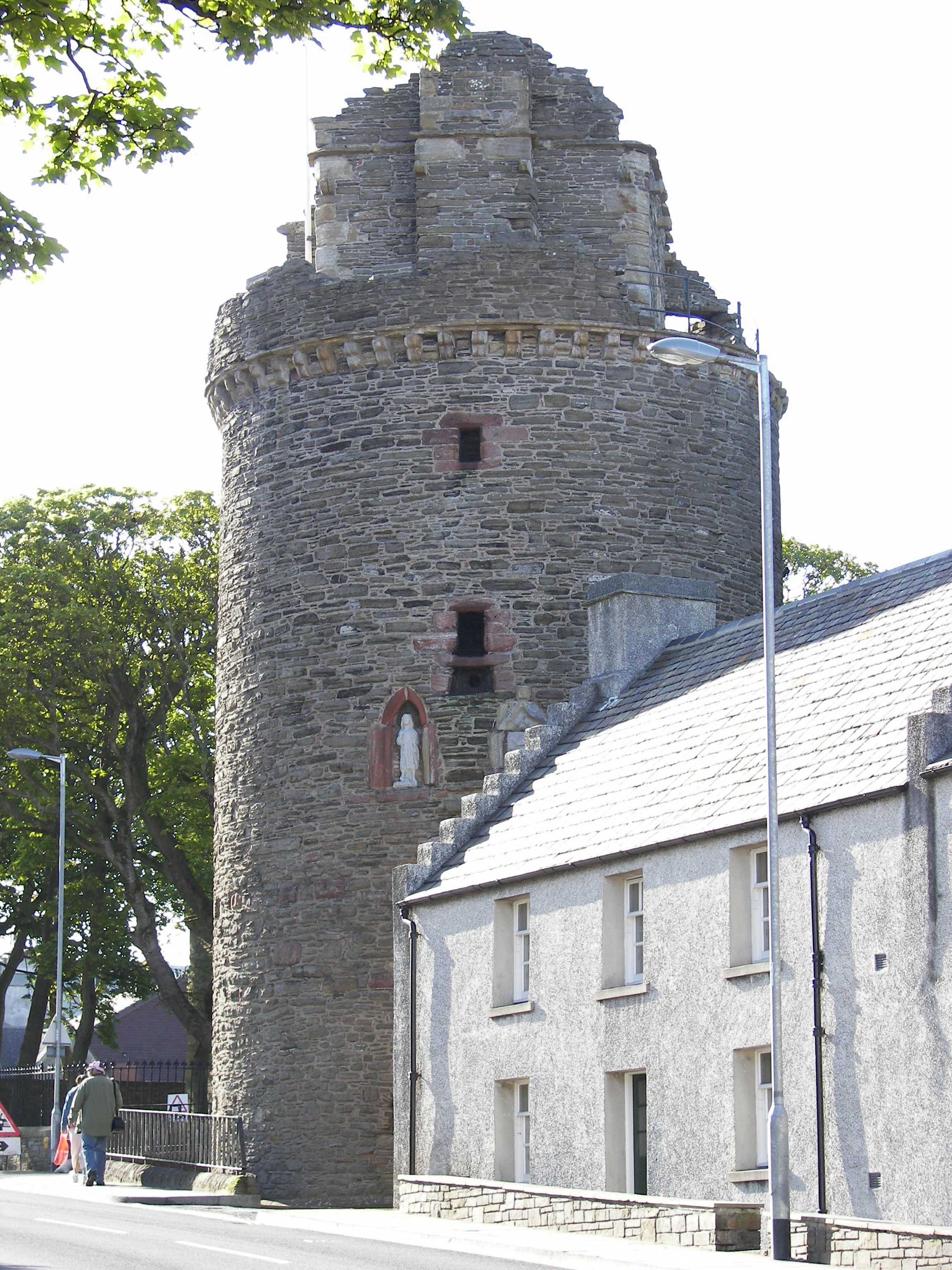
Vue de la tour du palais épiscopal de Kirkwall.

Le palais épiscopal de Kirkwall est un palais épiscopal en ruine situé à Kirkwall, dans le nord de l'Écosse. Il a été fondé au XIIe siècle.